# برايان وايت (لاعب هوكي جليد)
برايان وايت (بالإنجليزية: Brian White)‏ هو لاعب هوكي جليد أمريكي، ولد في 7 فبراير 1976 في وينتشتر ‏ في الولايات المتحدة.

## وصلات خارجية
- برايان وايت على موقع دوري الهوكي الوطني (الإنجليزية)
- برايان وايت على موقع EliteProspects.com (الإنجليزية)
- برايان وايت على موقع Eurohockey.com (الإنجليزية)
- برايان وايت على موقع HockeyDB.com (الإنجليزية)
- برايان وايت على موقع Hockey-Reference.com (الإنجليزية)